# Independent News & Media
Die Independent News & Media (INM) ist ein Unternehmen der Medienbranche in Irland. Das Unternehmen ist hauptsächlich in Irland und in Nordirland tätig. Früher hatte es Beteiligungen auch in Australien, Neuseeland, Indonesien, Hongkong und Südafrika. Sitz des Unternehmens ist Dublin.

## Geschichte
Die Independent News & Media hat eine Vorgeschichte, die bis in das Jahr 1900 zurückreicht, als der Unternehmer William Martin Murphy den 1891 gegründeten Irish Daily Independent übernahm. Die Zeitung war zu der Zeit noch das Sprachrohr der Parnellites Party, eine Abspaltung der 1882 von Charles Stewart Parnell gegründeten Irish Parliamentary Party. Murphy, 1904 kurz davor die Zeitung wegen finanzieller Problem zu verkaufen, erkannte, dass in Irland Platz für eine preiswerte Tageszeitung war. Er gründete deshalb im Jahr 1904 die Independent Newspapers Ltd., investierte in neuste Drucktechniken, veränderte Aussehen und Inhalt der Zeitung, ließ auf der ersten Seite der Zeitung Anzeigen und Bekanntmachungen abdrucken und innenseitig extensiv Photos verwenden, unterließ Hetzreden gegen seine politischen Feinde und halbierte den Preis pro Ausgabe auf einen halben Penny.
Am 2. Januar 1905 erschien dann die erste Ausgabe des Irish Independent, politisch unabhängig, aber an der konservativen Mittelschicht orientiert. Die Zeitung wurde ein Erfolg. Hatte der Irish Daily Independent im Jahr 1904 noch eine Auflage von 8.000 Exemplaren, wuchs die Auflage des neuen Independent bis September 1913 auf fast 60.000 und ein Jahr später auf über 107.000 Exemplaren an.
Während der Independent landesweit als Morgenausgabe erschien, brachte Murphy noch eine landesweite Abend- und Sonntagsausgabe heraus. Independent Newspapers Ltd. wurde so zum führenden Herausgeber von landesweit erscheinen Zeitungen. Murphy verstarb am 26. Juni 1919 in Dublin. Die Familie führte über den Sohn T. V. Murphy das Unternehmen weiter, das in den 1960er Jahren durch die Übernahme von lokal erscheinenden Tageszeitungen weiter expandierte.
Im Januar 1973 offerierte Anthony O’Reilly, irischer Unternehmer und ehemaliger Rugbyspieler, nach einem Rugbyspiel dem Sohn Murphy's, die Independent Newspapers kaufen zu wollen. Nach zwei Monaten war der Kauf perfekt. O’Reilly übernahm die Anteile der Familien Murphy und Chance und besaß damit 80 % der 100.000 Aktien mit Stimmrechtsanteilen. In Folge musste er 900.000 Aktien ohne Stimmrecht dazu kaufen, zu einem Preis von 2 Ir£ das Stück. Nachdem die stimmrechtslosen Aktien in Stimmrechtsaktien umgewandelt wurden, besaß O’Reilly schließlich geschätzte 30 % am Unternehmen. Noch im August 1973 informierte O’Reilly die Anteilseignern über seine Pläne, das Unternehmen zu einem weltweit operierenden Unternehmen der Medienbranche zu machen.
O’Reilly kaufte in den folgenden Jahren zuerst Zeitungen, dann auch Magazine dazu. Als O’Reilly die Independent Newspapers übernahm, hatte das Unternehmen einen Wert von 5 Millionen Ir£ und gab sieben Zeitungen heraus, 20 Jahre später war das Unternehmen 120 Millionen Ir£ wert und publizierte über 120 Titel. Im Portfolio befanden sich Zeitungen und Magazine aus Europa, Afrika, Australien und Neuseeland.
1992 kaufte O’Reilly die Australian Provincial Newspapers (APN) und danach Fairfax. Nachdem sich nach der Wahl von Nelson Mandela in Südafrika der Zeitungsmarkt öffnete, kaufte sich O’Reilly 1994 zuerst mit 31 % in Argus Printing & Publishing ein, steigerte seinen Anteil in nur einem Jahr bis auf 60 % und übernahm 1990 das Unternehmen schließlich ganz. In Neuseeland zielte sein Interesse auf die Firma Wilson & Horton (W&H), die zahlreiche Zeitungen in Neuseeland herausgab, darunter das größte Blatt des Landes, The New Zealand Herald. Der Zukauf von Radiosendern in Australien und Neuseeland folgte. Um den Anspruch eines Medienunternehmens zu unterstreichen, wurde 1999 die Independent Newspapers in Independent News & Media (INM) umbenannt.
2001 publizierte die Independent News & Media über 200 Zeitungen und Magazine in Europa, Afrika und Australasien und beschäftigte mehr als 12.000 Mitarbeiter weltweit. Doch liefen ein Jahrzehnt später die Geschäfte nicht mehr so gut. So verkaufte man 2013 das komplette Südafrikageschäft. 2014 wurden zahlreiche Magazine des neuseeländischen Markets von APN News & Media, dem Tochterunternehmen von Independent News & Media, an die deutsche Bauer Media Group verkauft, darunter auch der New Zealand Listener.
Auf dem Heimatmarkt in Irland ist die Independent News & Media weiterhin das führende Zeitungs- und Medienunternehmen des Landes.
2019 wurde INM an das belgische Medienunternehmen Mediahuis verkauft.

## Publikationen

### Irland
überregionale Zeitungen:
- The Herald
- Irish Independent
- Sunday Independent
- Sunday World
- Irish Daily Star (50 % der Anteile, die anderen 50 % besitzt das Medienunternehmen Northern & Shell, den Herausgeber des Daily Star im Vereinigten Königreich)

regionale Zeitungen:
- The Kerryman
- Drogheda Independent
- The Sligo Champion
- Wicklow People
- Wexford People
- Waterford People

Magazine:
- Ireland’s Own

Weitere Publikationen einschließlich kostenlose Zeitungen, das Irish Brides Magazin und verschiedene Webseiten, darunter Independent.ie (bietet sowohl regionale als auch nationale Inhalte).
Die Hauptdruckerei des Unternehmens ist jetzt in Citywest einen Vorort von Dublin, jahrzehntelang war sie in der Abbey Street in Dublin.

### Nordirland
Die Belfast Telegraph Group wurde im Jahr 2001 für rund 400 Millionen Euro erworben und ist sehr profitabel und macht jährlich 30 Millionen Euro Gewinn. Die Gruppe publiziert:
- Belfast Telegraph
- Sunday Life (Sonntagszeitung)